# Шелска култура
Шелска култура је праисторијска култура, којој припадају камени артефакти палеолитских хоминида, нађених у Француској, које је отркио Габријел Мортиље (фр. Louis Laurent Gabriel de Mortillet, 1821-1898).
Шелска култура добила је назив по локалитету Шел (фр. Chelles (Seine-et-Marne)), месту у Париском региону, у департману Сена и Марна..
Један од назива овог културног слоја је и Олдувај, према Олдувају у Танзанији где је отркивен велики број алатки. Такође се за оруђе и оружје ове културе користи и израз Ашелско.
За време шелске епохе клима је у Француској била блага и влажана. Речна корита су била широка и настањена, икао је праисторијски човек током овог периода због могућих изливања река живео и на узвишењима, до којих вода није могла стићи.
Остаци из овог периода затрпани су дилувијалним шљунком и помешани су са остацима из наредних епоха мустијерском (Moustier), солитреском (Solutre) и магдаленском (Madeleine).